# Wächtersbach (stacja kolejowa)
Wächtersbach (niem. Bahnhof Wächtersbach) – stacja kolejowa w Wächtersbach, w kraju związkowym Hesja, w Niemczech. Znajduje się na linii Kinzigtalbahn (Hanau–Fulda). Na tej stacji ma swój początek linia Wächtersbach – Bad Orb (dawniej normalnotorowa, obecnie wąskotorowa). 
Według klasyfikacji Deutsche Bahn ma kategorię 4. 

## Linie kolejowe
- Kinzigtalbahn
- Wächtersbach – Bad Orb
- Vogelsberger Südbahn - nieczynna